# Hessischer Verwaltungsschulverband
Der Hessische Verwaltungsschulverband (HVSV) ist eine Körperschaft des öffentlichen Rechts, die auf der Grundlage des Verwaltungsschulverbandsgesetzes des Landes Hessen tätig ist. Mitglieder des Verbandes sind das Land Hessen, alle Landkreise, kreisfreien Städte und kreisangehörigen Gemeinden des Landes, der Landeswohlfahrtsverband Hessen sowie freiwillige Mitglieder. Zweck des Verbandes ist die schulmäßige Förderung der beruflichen Vorbildung, Ausbildung und Weiterbildung der Beschäftigten im öffentlichen Dienst im Sinne einer demokratischen Staatsauffassung.
Als erstes Bildungsinstitut in Deutschland in dem Segment Ausbildung und Fortbildung im öffentlichen Dienst ist der HVSV nach LQW 3 (Lernerorientierte Qualitätstestierung in der Weiterbildung ArtSet®, Hannover) qualitätstestiert. Dieses Testat weist die besondere Qualität der Aus- und Fortbildung bei allen hessischen Verwaltungsseminaren nach. Der HVSV ist Mitglied im Bundesverband der Verwaltungsschulen und Studieninstitute (BVSI).

## Verbandsstruktur
Der Hessische Verwaltungsschulverband unterhält Verwaltungsseminare in Darmstadt, Frankfurt am Main, Fulda, Gießen, Kassel und Wiesbaden. Sitz der Verbandsgeschäftsleitung ist Darmstadt.

## Ausbildungslehrgänge
In folgenden Ausbildungsberufen bildet der HVSV nach dem Berufsbildungsgesetz (BBiG) aus und unterstützt die ausbildenden Behörden durch zusätzlich angebotene dienstbegleitende Unterweisungen:
- Basislehrgang Verwaltung
- Verwaltungsfachangestellter
- Vorbereitungslehrgang Abschlussprüfung Verwaltungsfachangestellter
- Vorbereitungslehrgang Verwaltungsfachwirt
- FfF Fit für Fachwirt – Basiswissen VFW
- Verwaltungsbetriebswirt (HVSV)
- Verwaltungswirt / Anwärter mittlerer Dienst
- Qualifizierungslehrgang öffentliche Verwaltung
- Fachangestellter für Medien- und Informationsdienste – Kurzlehrgang
- Vorbereitungslehrgang Fachangestellter für Medien- und Informationsdienste (Fami-FW)
- Ausbildung der Ausbilder nach AEVO (AdA)
- Ausbildung zur / zum Hilfspolizeibeamtin / Hilfspolizeibeamten

Des Weiteren werden Lehrgänge für Verkürzer und Quereinsteiger in den Berufen Verwaltungsfachangestellte und Fachangestellte für Medien- und Informationsdienste und die Ausbildung der Ausbilder im öffentlichen Dienst in Hessen angeboten.

## Fortbildungslehrgänge
Im Bereich der Fortbildung bietet der HVSV Fortbildungslehrgänge in allen Fachbereichen der kommunalen Verwaltung sowie Lehrgänge zur Steigerung der sozialen und kommunikativen Fähigkeiten der Beschäftigten an.
Zur leichteren Umsetzung der neuen Steuerungsmodelle und Verwaltungsmanagement in den Verwaltungen bietet der HVSV spezielle Langzeitlehrgänge mit Zertifikat an:
- Führungskräftetraining
- Verwaltungspädagogen
- Organisationsmanagement
- Personalverwaltung
- Bürgerberater
- Office-Manager
- Doppisches Rechnungswesen
- Doppisches Rechnungswesen für kommunale Rechnungsprüfer
- Kostenrechnung und Wirtschaftlichkeitsvergleich
- Controlling in der öffentlichen Verwaltung
- Ordnungsverwaltung
- Public-Relations-Fachkräfte
- Leistungssachbearbeiter in SGB II
- Sachbearbeiter SGB XII
- Verwaltungsdigitalisierung
- Effizientes und rechtssicheres Beschaffungsmanagement

Weiterhin bietet der HVSV individuell auf die Bedürfnisse der Kunden abgestimmte Inhouse-Seminare an.